# La scimmia e l'essenza
La scimmia e l'essenza (titolo originale Ape and Essence) è un romanzo di Aldous Huxley pubblicato nel 1948. Ambientato in un mondo distopico, è in gran parte una satira sull'ascesa della guerra su vasta scala e sull'essere guerrafondai nel XX secolo. L'opera propone inoltre un punto di vista pessimistico sulle politiche di distruzione reciproca assicurata. Facendo ampio uso di immagini surreali, gli esseri umani vengono rappresentati come scimmie che finiranno inevitabilmente per eliminarsi a vicenda.

## Edizioni
- Aldous Huxley, La scimmia e l'essenza, traduzione di Augusto C. Dauphine, Milano, Mondadori, 1949.
- Aldous Huxley, La rivalsa delle scimmie, traduzione di Claudio Costanzo, Roma, Gargoyle, 2014.